# 내접
수학 특히 기하학에서 내접(inscribed,inscription,internal )이라는 용어는 다음과 같이 도형과 도형이 서로 접촉된 경우를 가리킬 때 사용된다.

## 내접의 경우
원이나 구가 다각형이나 다면체의 모든 변 또는 면에 닿는 경우
다각형 또는 다면체의 모든 꼭짓점이 원, 곡선 도형, 곡면체 둘레에 닿는 경우
다각형 또는 다면체의 모든 꼭짓점이 다각형이나 다면체의 둘레에 닿는 경우
하나의 원이나 구가 다른 원이나 구 안에 있으면서 하나의 점에서 만나는 경우

따라서, 평면(2D)이거나 입체적(3D)인 경우에서나 모두 가능하다.
또한 도형과 도형이 서로에게 내접은 동시에 외접이 성립한다.
|                                                 |                                             |
| 원에 내접하는 다각형들 (다각형에 외접하는 원들) | 다면체에 내접하는 원 (원에 외접하는 다면체) |

## 예
내접원(inscribed circle)
내접다각형(inscribed polygon)
내접사각형(inscribed quadrangle)
내접구름(inscribed sphere cloud)
내접삼각형(inscribed triangle)
공통내접선(internal common tangent)
내접선(internal tangent)

## 같이 보기
- 내접원

## 참고
- 표준국어대사전
- 대한수학회[깨진 링크(과거 내용 찾기)]